# Cajón

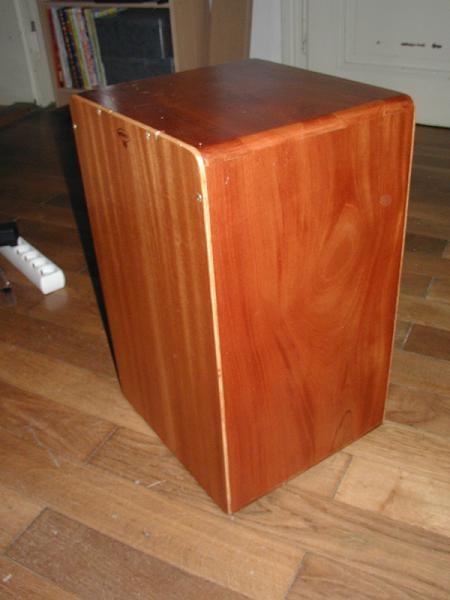
Cajón vu de devant.

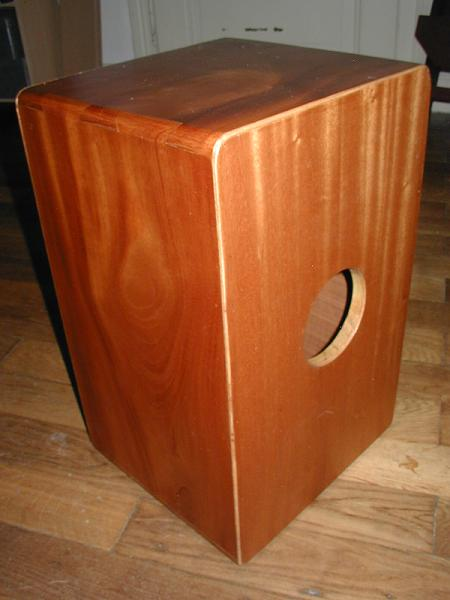
Cajón vu de derrière.

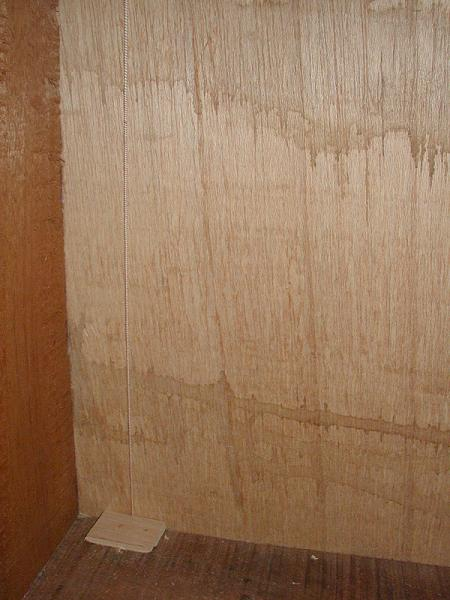
Le timbre du cajón.

Le cajón ou cajon est un instrument de musique inventé au Pérou au XVIIIe siècle. 
Par rapport au cajón traditionnel, le cajón actuel possède généralement un élément de plus, le timbre, qui rend le son proche de celui d'une caisse claire de batterie. C'est l'un des rares instruments de musique sur lesquels l'artiste s'assoit, ce qui transmet le rythme au corps du cajonero. 
En 2001, il est reconnu comme patrimoine, culture du Pérou. 
Cet instrument fait à présent partie intégrante de la pédagogie musicale active Orff-Schulwerk.

## Considérations historiques
Il fut très certainement à ses débuts une caisse destinée à la cueillette des fruits ou à la pêche des poissons, les esclaves n'ayant pas accès à autre chose que les matériaux rustiques. Au Pérou, il existe des documents sur l'existence de cet instrument du milieu du XIXe siècle mais son origine remonte à plus loin lors de la colonisation de l'Espagne en Amérique. L'Église catholique de l'époque interdisait l'usage du tambour, le considérant comme païen. 

## Caractéristiques principales
Le cajón est une caisse de résonance parallélépipède, de 50×30×30 centimètres (hauteur/largeur/profondeur) en moyenne. Il est fait de bois de cèdre ou d'acajou, le contreplaqué est actuellement utilisé car il est plus confortable à travailler. La plaque de frappe (devant) est plus fine que les autres côtés, ce qui permet une élasticité et une résonance propre au cajón. Au dos, un trou d'environ 10 cm de diamètre permet la décompression de la caisse, et la sortie du son produit à l'intérieur de la caisse. 
Un timbre peut être situé derrière la surface de frappe. Il peut être constitué :
- de cordes de guitare ou basse ;
- d'un timbre de caisse claire de batterie ;
- de clochettes (petites cloches) ;
- de tout objet métallique pouvant vibrer.

Ce timbre peut être amovible ou fixe. Il donne au cajon un son ressemblant à une caisse claire de batterie.
Certains cajons n'ont pas de timbre ce qui donne un son ressemblant plus au son type bongo, c'est par exemple le cas des cajons péruviens dits traditionnels, utilisés au Pérou pour la musique afro-péruvienne. Les cajóns utilisés pour la musique flamenco ont la partie supérieure de la surface de frappe (face avant) non fixée sur le reste du cajon ce qui lui donne un son claqué. 
Dans les années 1970, Paco de Lucía apporta le cajón péruvien dans le flamenco après avoir rencontré Caitro Soto. En ajoutant un timbre fait de cordes de guitares, Paco de Lucia invente les premiers cajons flamencos, ainsi, les cajons dits flamenco détiennent toujours des timbres (principalement faits de cordes). 

## Jeu
D'apparence rudimentaire, il offre de multiples combinaisons sonores s'adaptant à tous les genres musicaux même s'il reste l'instrument phare des musiques latines, traditionnellement des musiques criollas de la côte péruvienne.
On joue du cajón en étant assis dessus, de manière équilibrée. Certaines personnes l'utilisent bloqué à plat entre les jambes (comme un djembé) ou encore posé sur un socle devant soi.
Différents sons se situent sur diverses parties de l'instrument ; en allant du haut vers le centre, on obtient des sons du plus aigu au plus grave. La façon de faire rebondir la main permet d'obtenir plus ou moins de résonance. Les claqués permettent aussi une plus grande variété de sons.
Le cajón se joue avec les pieds et les mains. Une technique consiste à poser le pied sur la table de frappe de haut en bas pour modifier le son pendant que l'on joue avec les mains. Il est également possible d'utiliser une pédale de grosse caisse à condition d'adapter la fixation et de modérer sa force de frappe (la plaque de frappe étant moins robuste qu'une peau de grosse caisse).

## Dans la culture
Le groupe de rock acoustique américain Boyce Avenue emploie le cajón dans certaines de ses nouvelles reprises : Here Without You (3 Doors Down) et Just Can't Get Enough (Black Eyed Peas).
Le groupe Afro-acoustique Noubi utilise le cajón dans sa musique inspirée de l'Afrique de l'Ouest.
Le batteur du groupe Biffy Clyro, Ben Johnston, utilise fréquemment le cajón lors des sessions acoustiques, dans les émissions de radio notamment, afin de ne pas couvrir le son des autres instruments.
Le groupe Ibeyi utilise aussi le cajón.
Le groupe Maneskin utilise le cajon lors de ses musiques acoustiques.